# Полосатая рыба-кабан
Полосатая рыба-кабан, или однопятнистая рыба-кабан (лат. Zanclistius elevatus), — вид лучепёрых рыб монотипического рода Zanclistius из семейства вепревых (Pentacerotidae).

## Внешний вид и строение
Тело очень высокое, его высота составляет 55—67 % от стандартной длины тела; сильно сжато с боков, верхний профиль тела закруглённый. Тело и голова покрыты относительно мелкой ктеноидной чешуёй; чешуя отсутствует на жаберных крышках. Голова покрыта панцирем из грубых бороздчатых костей. Глаза большие. Рыло немного вытянутое, несколько выдаётся вперёд, верхний профиль сильно вогнутый. Рот маленький, почти горизонтальный. Зубы на обеих челюстях короткие, конической формы, в передней части расположены широкими полосами, к бокам челюстей полосы сужаются. На нёбе и сошнике зубов нет. У более старших особей на затылке появляется костный нарост. Боковая линия с 55—55 чешуйками сильно изогнута, следует за верхним профилем тела. Спинной плавник высокий с длинным основанием, в нём 5—8 жёстких и 25—29 мягких лучей. Длина колючих лучей увеличивается от начала к концу плавника; первый мягкий луч длиннее последнего жёсткого луча, иногда его окончание достигает хвостового плавника; задний край спинного плавника вогнутый. Анальный плавник с коротким основанием, тремя колючими и 12—17 мягкими лучами; задний край прямой, почти вертикальный; колючки крупные и сильные. Грудные плавники удлинённые с 15—17 мягкими лучами; верхние лучи длиннее нижних. Брюшные плавники крупные с 1 сильной колючкой и пятью мягкими лучами. Хвостовой плавник с небольшой выемкой.
Тело от бледно-серого до бледного желтовато-зелёного цвета с тёмными косыми полосами на теле под спинным плавником. В задней части спинного плавника есть заметное тёмное пятно.
Длина тела до 33 см.

## Распространение и места обитания
Обитает у южного побережья Австралии, вокруг Тасмании и у берегов Новой Зеландии. Встречается на континентальном шельфе и склоне на глубине от 30 до 500 м.

## Взаимодействие с человеком
Охранный статус вида не определён, попадается в качестве прилова при глубоководном траловом промысле. Ими торгуют как питомцами для морских аквариумов.